# Palež (Bośnia i Hercegowina)
Palež (cyr. Палеж) – wieś w Bośni i Hercegowinie, w Republice Serbskiej, w gminie Srebrenica. W 2013 roku liczyła 1 mieszkańca.